# Esley
Esley é uma comuna francesa na região administrativa do Grande Leste, no departamento de Vosges. Estende-se por uma área de 11 km². Em 2010 a comuna tinha 197 habitantes (densidade: 17,9 hab./km²).